# 朱纯宣
朱纯宣（1942年8月—2022年10月16日），男性，土家族，湖北鹤峰人，中华人民共和国法医、政治人物，湖北省人大常委会原副主任。

## 生平
朱纯宣于1963年9月至1967年9月间，在宜昌医学高等专科学校学习，1967年9月毕业后，他在恩施县白果区卫生院从事医务工作，1971年9月，进入恩施县公安局刑侦股任职，担任法医，同时加入中国共产党，1977年11月，他升任恩施县公安局副局长。1982年2月至1983年9月，历任恩施县副县长，县委宣传部长。1983年9月至1996年2月，历任鄂西土家族苗族自治州委副书记、书记，并于1993年6月兼任同州人大常委会主任。1996年2月至2008年1月，出任湖北省人大常委会副主任。2022年10月16日18时08分，朱纯宣在武汉因病逝世，享年80岁。
他曾任第十届全国人大代表，湖北省中小企业协会第一届理事会名誉会长。是中国共产党第十三次、十四次全国代表大会代表，第五届、第六届、第七届中共湖北省委委员。